# Quartiere del Sole
Il Quartiere del Sole è un quartiere di Cagliari adiacente ai quartieri La Palma, San Bartolomeo e Poetto, circoscritto fra le vie S'arrulloni, del Sole, dei Tritoni e il viale Poetto. Il suo nome è mutuato dalla lottizzazione che, alla fine degli anni Sessanta, vide sorgere i primi complessi immobiliari concentrati tra le vie del Sole e del Sestante e, a seguire, del Pozzetto.
È adibito a utilizzo residenziale, con condomini e villette, principalmente nella zona di via dei Tritoni e via Gallinara, la zona di più recente costruzione.
I palazzi sono moderni e prevalentemente di tipologia condominiale. Tra le strutture più importanti si trovano in via del Sole la scuola media Cristoforo Colombo e le scuole elementari, la scuola materna di via del Sestante, oltre al centro commerciale di via del Pozzetto e diverse aree verdi accessibili a tutti. Negli ultimi anni il quartiere è stato caratterizzato da un'esplosione demografica causata principalmente dalla demolizione di vecchi abitati e l'edificazione di nuovi complessi immobiliari a ridosso del viale Poetto, con annesse attività commerciali.

## Evoluzione demografica
Abitanti censiti

## Trasporti
Il quartiere ospita il capolinea della linea 3 dell'azienda di trasporto pubblico locale, il CTM. Passano inoltre in viale Poetto, sul confine del quartiere, le linee 5, 6, PF e PQ.